# Megamasso
Megamasso e o trupă din Japonia care face parte din Visual kei, semnată subt NXSIE Records. Trupa a fost începută de Ryōhei (ex-Ayabie), el a adus în trupă membri care sunt noi în lumea muzicii. Primul lor album, Namida Neko, realizat pe 6 decembrie a fost vândut în magazinele LIKE AN EDISON în Osaka, Tokyo și Nagoya.
Pe data de 16 decembrie trupa a avut primul concert la Shibuya o-East, care a fost filmat și realizat pe dvd-ul Mega-star Tokyo. Acest concert a inclus melodii nerealizate, care urmau să apară pe mini-albumul Kai no Mokutō no Zokuryō, care urma să fie realizat pe 24 ianuare (2007). Yūta a decis să părăsească trupa pe 9 iunie pentru ca nu era interesat în stilul lor muzical.

## Membri

### Ryōhei
- Intrument: Chitară, Lider
- Birthdate: 27 martie 1983
- Foste trupe: Boukunkaigi, Hinawana, Ecchi, Ayabie

### Inzargi
- Instrument: Vocal
- Birthdate: necunoscut
- Ex cântăreț R&B

### Gou
- Instrument: Chitară bas
- Data nașterii: 1 martie
- Foste trupe: Dali

## Fosti Membri

### Yūta
- Position: tobe
- Birthdate: 3 junie
- Foste trupe: Ayabie (ca ajutor)

## Discografie

### Mini-albume
Namida Neko (6 decembrie 2006)
1. Namida Neko
2. Goshiki Tōru Ten Mazochī
3. Dāshā Do Jin no Odori
4. a morning ray is cold.
5. Sask watch ranker
6. Shibō no Katamari

Kai no Mokutō no Zokuryō (24 ianuarie 2007)
1. The majority loves KILLSTAR
2. Full NELSON 2nd Attack
3. METEO
4. Mothermage=bounce
5. Tō wa Kōyō Suru.
6. Yoru, Sakana, Kaze, Tsurarina
7. Umibe ga Chikai Tame, Sabitsuki Yasui Mono wa Jikomi Shite wa Naranai.
8. Dream to Secret Room

### Albume
Yuki Shitatari Hoshi (21 martie 2007)
1. Shingetsu No Mizutamari Yori
2. Throne Angel
3. FM1
4. Blanco
5. number MIDI.
6. Tenrankai no Neriori
7. BULLET SONG
8. Yawarakai Kōshō, Shinkai
9. Paradisa Halo
10. Laughter at lump of flesh
11. Mandrake Usagi Konagusuri

Matataku Yoru (21 octombrie 2007)
1. Gyūnū(mjolk)
2. LIPS
3. monoeye old team
4. Ame Gakkitai
5. Gymnasium
6. put a whammy
7. Yukikokoyashi
8. a winter's day
9. Menō
10. Hoshi Furi Machi Nite
11. Modern Amplifier
12. Love you so... *Regular edition only

Untitled (BEST ALBUM) (19 Martie 2008)
Single-uri
Hoshi Furi Machi Nite (6 iunie 2007)
1. Hoshi Furi Machi Nite
2. sdot initial value
3. Sanmanganjin
4. Imomushi no Nushi

LIPS (15 august 2007)
1. LIPS
2. Blue V-neck Japan
3. In Pinkey Jelly tonight
4. Nijūrokunin no Bōzu to Hitori no Ama

Kiss me Chuchu) (20 februarie 2008)
1. Kiss me Chuchu
2. Wosare Cat Showbiz
3. Kiss me Chuchu (Inzargi-less version)

### DVD-uri
Mega-star Tokyo (21 februarie 2007)
DvD
1. Namida Neko
2. Goshiki Tōru Ten Mazochī
3. Full NELSON 2nd Attack
4. Dāshā Do Jin no Odori
5. a morning ray is cold
6. Umibe ga Chikai Tame, Sabitsuki Yasui Mono wa Jikomi Shite wa Naranai.
7. Tō wa Kōyō Suru.
8. Sask watch ranker
9. METEO
10. Viper
11. Shibō no Katamari

EN1. The majority loves KILLSTAR.
EN2. New Romancer 
CD
1. Paradisa Halo
2. TRAUM

lunch box M4 (18 iulie 2007)
1. Namida Neko
2. Dream to Secret Room
3. Throne Angel
4. Hoshi Furi Machi Nite
5. Imomushi no Nushi

## Watashime Slug
Ryōhei ajuta o trupa numita Watashime Slug, care are membri Leo –fost chitarist de concerte Megamasso- si Soshi ca vocalist. Albumul lor debut  Jūryoku a fost realizat pe 22 august 2007 si vandut in magazinele LIKE AN EDISON in Tokyo, Osaka, Nagoya si Harajuku.